# NGC 4697
NGC 4697 (také známá jako Caldwell 52) je eliptická galaxie v souhvězdí Panny vzdálená přibližně 40 milionů světelných let. Objevil ji britský astronom William Herschel v roce 1784. Na obloze se nachází 5 stupňů jihovýchodně od hvězdy Porrima a je viditelná již menším amatérským astronomickým dalekohledem. Směrem na jih od ní se nalézá spirální galaxie NGC 4699 a ještě dále na jihozápad se vyskytuje známá galaxie Sombrero (M104).
NGC 4697 je nejvýznamnější člen Skupiny galaxií NGC 4697, kam patří i NGC 4958, NGC 4941, NGC 4731 a několik dalších galaxií a která je součástí větší skupiny galaxií Panna II, tvořící jižní výběžek Místní nadkupy galaxií. Skupina galaxií NGC 4697 leží ve vzdálenosti 55 milionů světelných let.